# 西成消防署

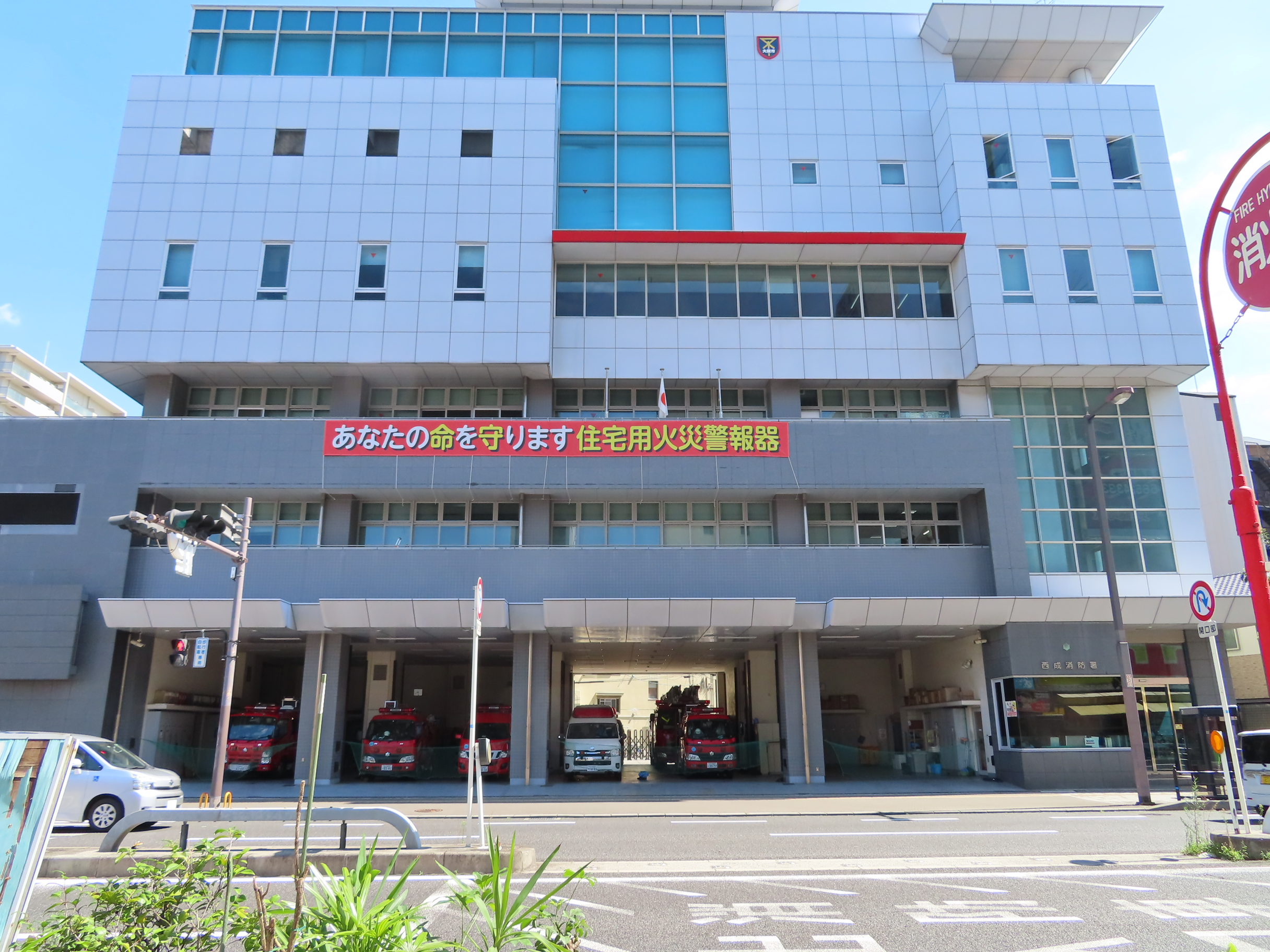
西成消防署（2020年9月撮影）

西成消防署（にしなりしょうぼうしょ）は、大阪市西成区岸里一丁目にある大阪市消防局が管轄する消防署である。
本署と海道・津守の2出張所、約140名の職員、12台の消防車、5台の救急車が配備され、西成区の安全確保に努めている。

## 沿革
大阪府南消防署（大阪市浪速消防署・大阪市中央消防署の前身）から分離する形で、1930年に今宮消防署が西成区海道町（現在の西成区萩之茶屋三丁目、海道出張所の場所）に開設されている。1943年12月には西成消防署に改称したが、戦災の影響で1945年6月には阪南消防署（現・阿倍野消防署）に統合されて一時廃止された。
1948年2月に元の場所に再開設された。1953年には皿池町（現在地）に移転し、海道町の旧本署を今池出張所（1965年海道出張所に改称）に改編している。
- 1930年4月 - 大阪府南消防署から分離して、西成消防署の前身となる今宮消防署が、海道の地に開設された。
- 1934年4月 - 津守出張所開所。
- 1943年12月 - 大阪府西成消防署と改称される。
- 1948年3月 - 自治体消防発足に従い、大阪市西成消防署となる。
- 1953年3月 - 現在の地に移転し旧本署は今池出張所と改称する。
- 1960年12月 - 津守出張所改築。
- 1965年12月 - 今池出張所は海道出張所と名称を変える。
- 1999年 - 本署新庁舎竣工。
- 2001年 - 海道出張所新庁舎竣工。

## 本署・出張所所在地
- 西成消防署 - 大阪市西成区岸里一丁目4番26号
  - 津守出張所 - 大阪市西成区津守二丁目1番31号（北緯34度38分34.4秒 東経135度29分3.4秒 / 北緯34.642889度 東経135.484278度）
  - 海道出張所 - 大阪市西成区萩之茶屋三丁目1番12号（北緯34度38分42.5秒 東経135度30分6.2秒 / 北緯34.645139度 東経135.501722度）

## 車両
本署
- P259（小型消防ポンプ車）
- ST93（A仕様）
- R31（救助車）

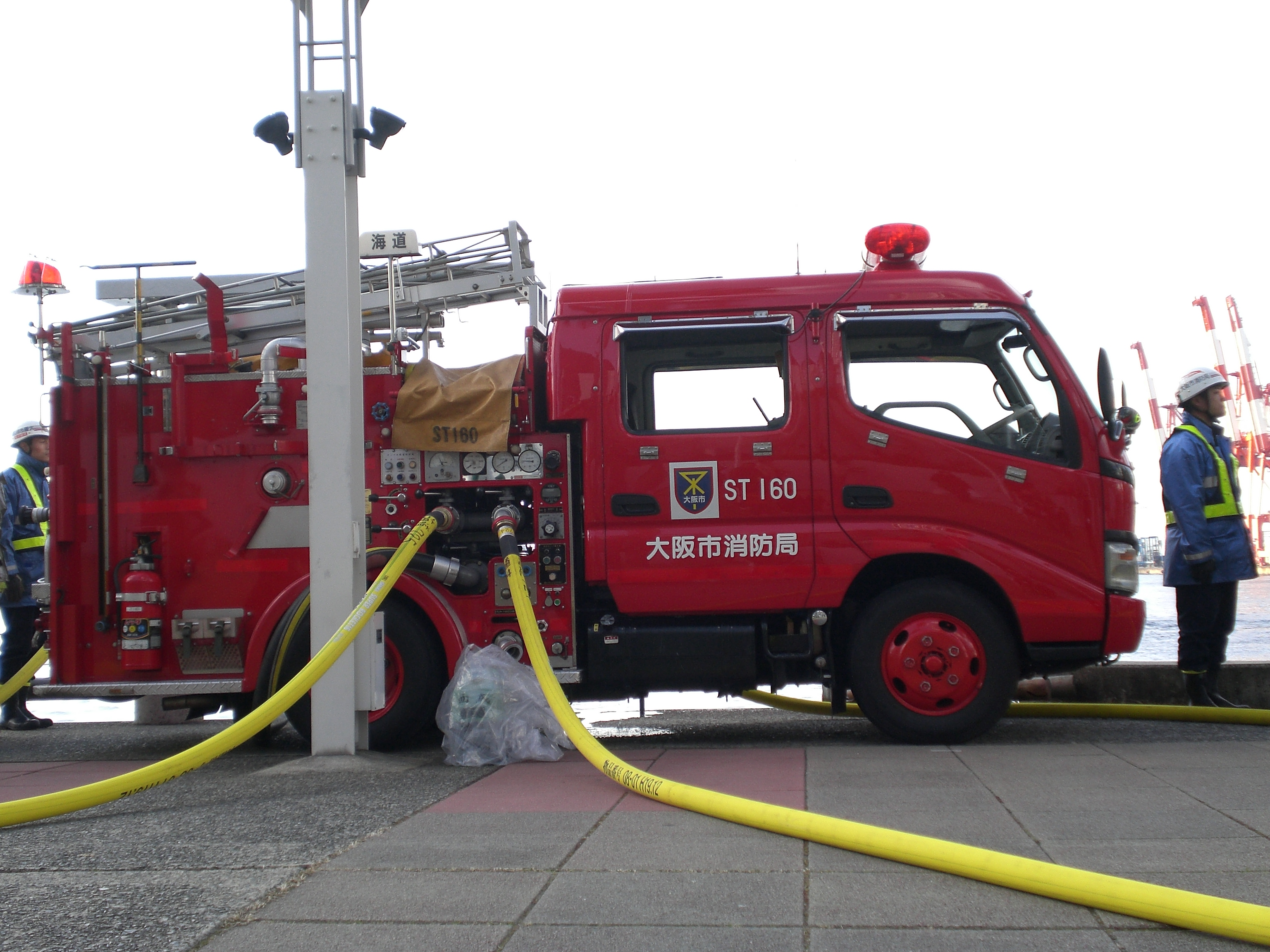
海道ST160

- L24（41m級はしご車）
- A363（高規格救急車）
- A238
- CC324（指揮車）

海道出張所
- STR160
- ST79
- A375
- A369

津守出張所
- ST258
- A280

予備
- ST227
- PI342